# Religija u Bjelorusiji
Prije 1917., Bjelorusija je imala 2466 vjerskih zajednica, uključujući 1650 pravoslavnih, 127 rimokatoličke, 657 židovske, 32 protestantske, i nekoliko muslimanskih zajednica. Pod komunistima (koji su službeno bili ateisti), aktivnosti tih zajednica oštro su ograničene. Mnoge vjerske zajednice su progonjene, a njihovi čelnici prognani ili pogubljeni. Preostale zajednice katkada su poslužile vlasti, da se promiče domoljublje, npr. tijekom Drugog svjetskog rata.
Do kraja 12. stoljeća, Europa je općenito bila podijeljena u dva velika područja: zapadni dio s dominacijom katoličanstva i istočni s pravoslavnim i bizantskim utjecajima. Granica između njih je otprilike išla po rijeci Bug u Bjelorusiji pa se našla u jedinstvenoj poziciji u kojoj se ta dva utjecaja miješaju.
Prije 14. Stoljeća, Ruska pravoslavna Crkva bila je dominantna u Bjelorusiji. Za vrijeme dok je Bjelorusija bila pod Litvom i Poljskom, bio je jak utjecaj katoličanstva. 
U 16. stoljeću šire se ideje protestantizma. Prva protestantska crkva u Bjelorusiji izrađena je u Brestu od strane Mikołaja "Crnog" Radziwilla.
Oko 80% stanovništva izjasnilo se kao vjernici Ruske pravoslavne crkve (Bjeloruski egzarhat), 10% su rimokatolici, a 2% protestanti. Od ovog broja svega 18% pravoslavnih vjernika redovno posjećuje crkve, dok je broj katoličkih vjernika koji posjećuju crkve nešto veći.
Do Drugog svjetskog rata, Bjelorusija je imala veliku židovsku zajednicu, ali danas je postotak Židova manji od 1%. Islam kao religiju ispovijedaju tatarska (15 000) i azerska manjina. U katolike se uglavnom ubrajaju pripadnici poljske i litavske manjine, a protestanti su pripadnici njemačke manjine. Jedan manji dio pripadnika ukrajinske manjine su grkokatolici. Katolici najviše žive na području grada Grodno. Katolička Crkva u Bjelorusije sastoji se od jedne nadbiskupije Minsk-Mogilev, koja se sastoji od nekoliko biskupija. Nadbiskup je Poljak Tadeusz Kondrusiewicz. Apostolski nuncij u Bjelorusiji od 2004. do 2011. bio je hrvatski biskup Martin Vidović.
Bogoslužje se u pravoslavnim crkvama služi na ruskom jeziku, a u katoličkim na poljskom. Bilo je nastojanja, da se služi i na bjeloruskom jeziku, ali nije naišlo na plodno tlo.
Prema članu 16 Ustava, Bjelorusija je sekularna država bez službene religije i svim građanima zajamčeno je pravo na slobodu vjeroispovjesti.

## Povijest
Zbog burne povijesti Bjelorusi su sumnjičavi prema organiziranoj vjeri. U prošlosti su uvijek bili daleko od globalnih i regijskih vjerskih središta. Nije niti izvjesno koje je kršćanstvo stiglo prije u Bjelorusiju u 10. stoljeću, zapadno ili istočno kršćanstvo, ali je svakako Bjelorusija trpila zbog sučeljavanja. Sraz nije podijelio Bjeloruse po vjerskoj crti nego se odrazio da su krajnje fleksibilni po vjerskoj crti, pa su i veliki bjeloruski državnici mijenjali vjeru tijekom života, shodno onome što su smatrali prigodnijim, pa je vojvoda Vitold primjerice naizmjence bio pogan, pravoslavni i katolik. Rusija je približavanje katoličanstva smatrala poljskim utjecajem i ugrožavanjem svog teritorija. Animozitet Rusije prema Poljacima trajao je stoljećima.
Zapadni misionari ranog 11. stoljeća uspostavili su biskupiju u Turovu u južnoj Bjelorusiji, no uskoro ju je uklonio knez Vladimir, vladar Kijevske Rusi koji se priklonio istočnom kršćanstvu pod utjecajem Bizanta.
Unijom iz Kreva (sporazum Kraljevine Poljske i Velikog Vojvodstva Litve) 1385. katoličanstvo se širi po bjelorusiji. Postupno je katoličanstvo postala državna vjera, a vodilja se okrijepila Unijom iz Bresta 1596. kojom su pravoslavni ujedinjeni s rimokatolicima. Iz tog doba datiraju sveci Jozafat Kuncevič i Andrija Bobola.
Poljska je u srednjem vijeku slala poljsko svećenstvo radi promicanja i čuvanja katoličanstva u Bjelorusiji. Poljska je katoličanstvom asimilirala Bjeloruse u poljsku kulturu, pa i danas mnogi Bjelorusi katoličanstvo zovu "poljskom vjerom". Ipak, danas, sukladno svom duhu, Katolička Crkva u Bjelorusiji mise drži na bjeloruskom jeziku, dok Pravoslavna Crkva uglavnom se služi ruskim.
Kasnog 18. stoljeća Poljsku-Litvu podijelile Rusko Carstvo, Pruska i Habsburška Monarhija. Bjelorusiju je zahvatila t.zv. Prva podjela Poljske 1772. i dopali su Rusiji. Od tada se pogoršala situacija za tamošnje katolike. Do diobe u Bjelorusiji je bilo 517 katoličkih župa s više od milijun vjernika, što je bilo 21% stanovnika. S grkokatolicima (unijatima), zajedno su činili 93 postotka stanovništva Bjelorusije, kojih je onda bilo pet milijuna. Rusija je sve katoličke župe spojila u jednu nadbiskupiju (mahiljovsku) iako je jedino veliko rimokatoličko sjemenište u Rusiji bilo tek u Petrogradu. Uslijedilo je nasilno prevođenje Bjelorusa s rimokatoličanstva na rusko pravoslavlje.
Mjere kojim se poticalo prevođenje na pravoslavlje pojačane su nakon proturuskih ustanaka 1830. – 1831. (prvi poljski ustanak odnosno ustanak u studenom protiv ruske heteronomije) te 1863. – 1864. (drugi poljski ustanak radi vraćanja poljske neovisnosti). Primjerice, već nakon sloma prvog ustanka, 1832. zatvoreno je 199 katoličkih samostana i konvenata u Bjelorusiji. Godine 1839. Rusija je udarila na grkokatolike. Sinodom u Polatsku službeno je raspuštena Grkokatolička Crkva, a uslijedio je progon katoličkih svećenika, a crkvama i samostanima su razvlašteni od zemljišta i pretvorene u pravoslavne kuće za bogoštovlje.
Situacija se poboljšala 1905. kad je pod pritiskom prve ruske revolucije potpisao edikt o toleranciji pa se 170.000 osoba vratilo katoličanstvu. 1917. bilo je 2,5 milijuna katolika.
Oktobarska revolucija donijela je progon svih crkva i vjera. Građevine su prenamijenjene ili dignute u zrak, uništavane orgulje, spaljivane ikone i oltari, oskvrnjivane svetačke moći, svećenici su ubijani na mjestu, zatvarani ili odvođeni u gulage. 1937. u SSSR-u ostale su samo četiri katoličke crkve i nijedna u Bjelorusiji. Nakon izbijanja drugog svjetskog rata bjeloruski jezik nacisti su izbacili bjeloruski iz uporabe u bogoslužjima i vjerskim ustanovama, tako je bio istjeran iz Katoličke Crkve u Bjelorusiji. Ipak, za njemačke okupacije 1941. – 1944. dopušteno je bilo otvaranje brojnih pravoslavnih pa čak i katoličkih crkava.
Kad je Crvena armija istjerala osovinske snage iz Bjelorusije, ujedno je i pripojila krajeve pod Poljskom u prošireni SSSR. Uslijedilo je grubo prisilno ateiziranje društva. Župe su zatvarane, a bjeloruske su svećenike slali u gulage. 
Nakon rata nastavili su se prijeratni progoni i svećenstvo je prepolovljeno 1946. – 1950. Katolici su se držali u potaji i izolaciji tijekom Drugog vatikanskog koncila, bez svećenika. Imali su samo krunice i molitvu, djecu su potajno krstili, a ako bi vlasti to doznale, dijete je izbacivano iz škole, zabranjen mu je studij, a roditelji su ostajali bez posla. Posljedica je bila da je 1980-ih samo 7% stanovnika Bjelorusije izjašnjavalo se katolicima. Kolika je bila izolacija bjeloruskih katolika od ostatka svijeta, svjedoči da je sv. misa ranih 1990-ih prema starim pretkoncilskim misalima i nosila su se tradicijska liturgijska odijela u slavljenjima novih misa.
Katolički su službenici vratili bjeloruski jezik u Crkvu tek 1990-ih. Zanimljivo je da Poljaci u Bjelorusiji, čiji broj opada, 60% izjašnjenih bjeloruskih Poljaka govori bjeloruskim kod kuće, a poljski uglavnom na bogoslužju. Pa i danas kršćani postupno izlaze iz skrovitosti. Prema stanju 2015. oko 15% stanovnika su katolici, od kojih četvrtinu čine Poljaci, a polovinu stanovnika čine pravoslavni. Postoji još mala židovska i muslimanska vjerska zajednica, a ostatak bjeloruskog društva su ateisti. Većina katoličkih svećenika su stranci, mahom Poljaci iz Poljske. Liberalizacijama u društvu katolici bilježe uspon. Broj župa porastao je od 1991. s 250 na više od 450, broj svećenika se od 1989. ušesterostučio i tako veliki rast katoličkih ordinarija u Europi bilježe nadilaze samo Ukrajina i Rumunjska. Jeseni 2014. otvoreno je prvo bjelorsko katoličko sveučilište, Bogoslovna akademija sv. Ivana Pavla II.
Bjelorusko društvo danas vrlo je rusificirano, a bjeloruski jezik u Bjelorusiji danas najviše promiče Katolička Crkva.

## Vjernička struktura
Procjene koje navodi CIA za 2001. godinu govore o sljedećem vjerskom sastavu:
- pravoslavni 48,3%
- katolici 7,1%
- nisu vjernici 41,1%

Službene bjeloruske statistike objavljene 2012. govore o ovakvom vjerskom sastavu:
- pravoslavni 59%
- katolici 12%
- protestanti ...

Objavljeno je da bjeloruski protestanti najaktivnije idu u crkvu, a pravoslavni su najmanje aktivni vjernici i da samo državna potpora drži Pravoslavnu Crkvu da se pojavom može dominirati vjerskim životom u Bjelorusiji. Samo 18% pravoslavaca redovno ide na misu, dok kod katolika svaki drugi. Prema Gallupovim istraživanjima 2009., Bjelorusija je jedna od najmanje religioznih nacija na svijetu.

## Galerija
- Širenje kršćanstva u Europi i na Sredozemlju.
- Europa u doba velike podjele 1054. godine.
- Religija u Europi, na Sredozemlju i na Bliskom Istoku 1100.
- Religije u Europi 1560.